# Miguel Vásquez Barrientos
José Miguel Vásquez Barrientos (Medellín, 19 de marzo de 1842-Medellín, 30 de junio de 1938) fue un minerálogo, político, empresario, ganadero y hacendado colombiano, miembro del Partido Conservador Colombiano. 
Vásquez fue gobernador de Antioquia entre 1893 y 1894, y diputado en el departamento en 1909 y 1917. Es considerado como uno de los banqueros más exitosos e influyentes de Antioquia y uno de los hombres más ricos de su tiempo.

## Biografía
Nacido en Medellín en 1842, era hijo del también político Julián Vásquez Calle y de su esposa María Antonia Barrientos Zulaibar. Comenzó sus estudios en Medellín para después trasladarse a estudiar al Reino de Sajonia en compañía de Santiago Ospina Vásquez, hijo de su prima Enriqueta Vásquez Jaramillo y del expresidente Mariano Ospina Rodriguez. Allí, en la Universidad de Dresde se especializó en minería, metalurgia y finanzas. Este viaje fue financiado por el empresario inglés Tyrell Moore. 
De regreso al país en 1860, se dedicó al comercio, siendo fundador y socio de múltiples empresas: en 1890, junto con Bartolomé Chaves y José Joaquín Hoyos fundó la casa comercial “Chaves Vásquez y Cía.”, dedicada a la minería y volviéndose la más importante de este sector para principios del siglo XX en Antioquia; en 1895 fundó junto con Carlos E. López y su hijo Carlos Vásquez Latorre la sociedad Vásquez López y Cía., que existió hasta 1920; en 1901 fundó la empresa minera Miguel Vásquez B. y Cía., en compañía de Ramón J. Upegui y sus hijos Enrique y Manuel Vásquez Latorre; ese mismo año fundó la Tipografía La Patria, en compañía de varios socios, y en 1926 accionista de la Compañía Ganadera del Magdalena. 
Fue accionista del Banco del Progreso, accionista y gerente del Banco Popular de Medellín, fundado en 1882, fundador y primer gerente del Banco de Antioquia, fundado en 1879, fundador del Banco de los mineros de Antioquia, gerente de la Sociedad de Aguas La Ladera, fundada en 1856, socio fundador del Banco de Yarumal y subgerente de la Compañía de Navegación del Bajo Cauca y Nechí, empresa cuyo gerente era su pariente Mariano Ospina Vásquez. Fue cofundador de la Cámara de Comercio de Medellín, organización que presidió entre su fundación, en 1905, y 1907, cuando Alonso Ángel Piedrahíta asumió el cargo. 
En 1893 fue nombrado por el presidente Miguel Antonio Caro como gobernador de Antioquia; tuvo como secretarios de despacho a Fernando Vélez en la Secretaría de Gobierno, Luis María Mejía Álvarez en la Secretaría de Hacienda y a Tomás Herrán en la de Instrucción Pública. Entre 1909 y 1917 fue diputado a la Asamblea de Antioquia y durante el gobierno de Rafael Núñez rechazó la propuesta de este para ser Ministro de Hacienda. 
En 1904 la crisis económica producto de la Guerra de los Mil Días hizo que sus bancos cerraran sus puertas, por lo que en 1905 incursionó en negocios de compraventa de terrenos y propiedades inmobiliarias, negocios que le dieron grandes ganancias.

### Familia
Su padre fue en dos ocasiones gobernador encargado de Antioquia y su tío Pedro José fue un acaudalado empresario, suegro de Mariano Ospina Rodríguez, al estar este casado con su hija Enriqueta Vásquez Jaramillo; además, por el hecho de que su madre María Antonia era hermana de las primeras dos esposas de Ospina Rodríguez: Marcelina y María del Rosario Barrientos Zuláibar, Vásquez Barrientos era sobrino político de este. 
Su cuñado fue Recaredo de Villa, presidente del Estado Soberano de Antioquia, al estar este casado con su hermana Pastora Vásquez Barrientos. 
Casado con Inés Latorre Jaramillo, tuvieron seis hijos: Enrique, Manuel, Carlos, Julia, Miguel y Magdalena. 